# Acanthomurus alpinus
Acanthomurus alpinus är en urinsektsart. Acanthomurus alpinus ingår i släktet Acanthomurus och familjen Isotomidae.

## Underarter
Arten delas in i följande underarter:
- A. a. alpinus
- A. a. obscuratus